# La Momie (roman)
Pour les articles homonymes, voir La Momie.
La Momie (titre original : The Mummy, or Ramses the Damned) est un roman d'horreur-historique écrit en 1989 par Anne Rice. L'édition française sort trois ans plus tard.
Dans ce livre, au début du XXe siècle, un archéologue anglais découvre une momie qu'il pense être celle de Ramsès le Grand. Le roman se termine par une déclaration : « Mais les aventures de Ramsès le Damné ne sont pas terminées pour autant ».

## Résumé
Il fut autrefois le plus grand de tous les pharaons. Mais, ayant bu l'Élixir de Vie, il est aujourd'hui devenu Ramsès le Damné. Ressuscité dans l'Angleterre de 1914, il se cache sous l'identité du Dr Reginald Ramsey, spécialiste en égyptologie, et ne tarde pas à s'éprendre de Julie, fille de l'archéologue Lawrence Startford, qui a découvert son tombeau.
Mais un amour vieux de plusieurs millénaires ne cesse de le hanter et va le pousser à commettre un acte qui menace ses amis mortels du plus terrifiant des dangers.